# Keeping the Dream Alive
Keeping the Dream Alive is een nummer van de Duitse band Münchener Freiheit (in niet-Duitstalige landen bekend onder de naam Freiheit) uit 1988, in samenwerking met het London Symphony Orchestra. Het is de eerste single van Fantasy, het tweede Engelstalige album van de groep.
In het nummer worden popmuziek en klassieke muziek met elkaar gecombineerd. De tekst gaat over een gescheiden stel dat elkaar na lange tijd weer ontmoet. Het nummer is een Engelstalige bewerking van het Duitstalige nummer So lang' man Träume noch leben kann, dat Münchener Freiheit in 1987 uitgebracht. Dit nummer werd een grote hit in Duitsland en bereikte er de tweede positie. Een jaar later bracht de band de Engelstalige versie uit met als titel "Keeping the Dream Alive". Deze versie werd een bescheiden hit op de Britse eilanden en in het Nederlandse taalgebied. Het bereikte de 30e positie in de Nederlandse Top 40 en de 27e in de Vlaamse Radio 2 Top 30.

## NPO Radio 2 Top 2000
| Nummer met noteringen in de NPO Radio 2 Top 2000 | '99  | '00  | '01  | '02  | '03  | '04  | '05  |
| ------------------------------------------------ | ---- | ---- | ---- | ---- | ---- | ---- | ---- |
| Keeping the Dream Alive                          | 1367 | 1332 | 1018 | 1331 | 1673 | 1982 | 1927 |

1. ↑  Een vetgedrukt getal geeft de hoogste notering aan.
2. ↑  Deze tabel is bijgewerkt tot en met de laatste editie (2024).